# Phyllobius contemptus
Phyllobius contemptus — вид долгоносиков-скосарей из подсемейства Entiminae.

## Описание
Жук длиной 5-6,5 мм. Бока переднеспинки всегда в значительно более светлых чешуйках, чем на диске. Надкрылья с пёстрым рисунков из медных, коричневых и серебристых узколанцетных чешуйках. Передние бёдра утолщены только у самцов, которые в основном мало в чём отличается от самок. Головотрубка с более или менее уплощённой пунктированной спинкой, имеющей обычно хорошо развитую по всей длине бороздку.

## Экология
Обитает этот вид в степях и лесостепях. Жуки кормятся на травянистой растительности.